# Auricchio
Gennaro Auricchio S.p.A. è un'azienda italiana operante nel settore lattiero-caseario, specializzata nella produzione di provolone e di formaggi a base di latte ovino. Fondata a San Giuseppe Vesuviano (NA) nel 1877, ha sede a Cremona.

## Storia
Fu fondata nel 1877 a San Giuseppe Vesuviano (NA), alle pendici del Vesuvio, dal Commerciante Gennaro Auricchio, noto per aver creato il "caglio speciale" che caratterizza il Provolone Auricchio. A seguito della crescente domanda di Provolone, Gennaro decise, spinto da una maggiore disponibilità di latte, a trasferirsi nel Nord Italia aprendo così il suo primo caseificio nel 1877. Anche sé l'attività di commercializzazione del provolone era antecedente a quell'anno, per convenzione si decise di fissare la data di fondazione dell'azienda nel 1877. 
Qualche anno dopo, forte del successo in patria, Auricchio decise di iniziare ad esportare il Provolone negli Stati Uniti, diventando popolare nella comunità italiana di Little Italy[1].
Nel 1949, dopo la fine della grande guerra, l'azienda, ormai divenuta società per azioni, trasferì definitivamente la propria sede legale ed amministrativa a Cremona aprendo la strada ad una nuova stagione di crescita e sviluppo. Fino ad allora la produzione era concentrata in oltre 100 piccoli caseifici distribuiti lungo la Pianura Padana, mentre la stagionatura, la rifinitura e la relativa commercializzazione a San Giuseppe Vesuviano.
Un grande cambiamento nella produzione avvenne nel 1976, anno in cui Auricchio decise di concentrare la produzione nello stabilimento di Pieve San Giacomo, alle porte di Cremona, dove tutt'oggi si trova dopo svariati ampliamenti e ammodernamenti. Nel 1992, nel pieno della crisi economica, un'allettante offerta di una multinazionale americana porta una parte della Famiglia Auricchio a mettere in vendita il 50% dell'azienda. L'allora Presidente Gennaro Auricchio, nipote dell’omonimo fondatore, con i figli Antonio, Giandomenico e Alberto decise di rilevare tutte le azioni messe in vendita e ricompone la proprietà in un unico nucleo famigliare, come era nel 1877. Da questo momento, avviene il rilancio dell’azienda attraverso una strategia di crescita per acquisizioni che porterà al gruppo societario che è oggi: 
- Nel 1992, l'azienda iniziò la propria politica di rinnovamento grazie all'acquisizione di Ceccardi, un marchio leader di mercato nell'area di Parma, Reggio Emilia, Modena e Bologna.
- Nel 1997, Auricchio acquistò la divisione dei prodotti ovini di Locatelli da Nestlè Italia. Questo permise all'azienda di accentrare tutto il ciclo di lavorazione del latte ovino, preferendo cedere il core business Locatelli sul mercato statunitense, dove il marchio è leader nel Pecorino Romano D.O.P.
- Nel 2000 il gruppo si ampliò ulteriormente con l'ingresso di Gloria Industrie Alimentari, un marchio molto forte nel Nord Europa (Germania ed Est europeo). L'acquisizione di Gloria, unita a quella di Ceccardi, permise ad Auricchio di aumentare la propria gamma di prodotti attraverso una ricca offerta di pecorini e caciotte di alta qualità e con una forte connotazione artigianale. Negli stessi anni, venne lanciato il marchio "Riserva Esclusiva Auricchio" come sigillo di garanzia di qualità, posto sui formaggi più rappresentativi della tradizione italiana.

- Nel dicembre 2011 la società rilevò la Giovanni Colombo, storica azienda situata in provincia di Pavia e produttrice del Gorgonzola Cremificato® col marchio Colombo.
- Nel 2012, Auricchio amplio nuovamente la propria gamma di prodotti con la produzione dei grandi DOP Lombardi (Taleggio D.O.P., Quartirolo D.O.P., Salva Cremasco D.O.P.), delle Mozzarelle e delle Ricotte, grazie all'acquisizione di Caseificio Villa. Sempre in quell'anno venne acquisito l’importatore Hispano Italiana, ampliando così la presenza del Gruppo nel mercato spagnolo e andorrano.
- Nel febbraio 2015, il Gruppo Auricchio si ampliò ulteriormente acquisendo The Ambriola Company,. Uno dei più importanti importatori e distributori di formaggi negli Stati Uniti con sede nel New Jersey, già da una ventina d'anni utilizzato dalla società per distribuire i suoi prodotti nel mercato USA, porzione che rappresenta la metà dell'export dell'azienda .
- Nel 2016, il Gruppo si ampliò nuovamente salutando l'ingresso di La Pecorella, storica azienda laziale con prodotti riconosciuti di altissima qualità.
- Nel 2018 e nel 2020, l'acquisizione del 90% di Cascine Emiliane, specializzata nel Parmigiano Reggiano, e del Caseificio Giordano, noto per le mozzarelle fresche di latte vaccino e di bufala, contribuì ad ampliare l’offerta di Formaggi del Gruppo.
- Nel 2022, Auricchio si amplia ulteriormente con l'ingresso 3B Latte, azienda specializzata nella produzione di formaggi freschi a base di latte di capra, bufala e vaccino, tra cui il camembert di bufala. Con quest'ultima espansione, l'azienda si propone a livello internazionale con una ricca varietà di prodotti della tradizione casearia.

## Prodotti
I consumatori da sempre identificano nel marchio Auricchio il provolone, un formaggio a pasta filata, prodotto con latte vaccino che può essere consumato sia fresco che stagionato. Ciò che rende unico questo prodotto è l'uso del "caglio speciale", il cosiddetto segreto di "Don Gennaro", fondatore dell'azienda. In base alla tipologia di stagionatura e lavorazione, oggi è possibile reperire sul mercato diverse varianti: Auricchio Piccante, Auricchio Stravecchio, Auricchio Gustoso, Auricchio Dolce, Auricchio Giovane. 
A seguito del progetto di crescita voluto dai fondatori, attualmente, oltre al Provolone, l’azienda Gennaro Auricchio produce una vasta gamma di formaggi della tradizione italiana tra cui, il Pecorino Romano D.O.P., il Parmigiano Reggiano D.O.P., il Gorgonzola D.O.P., una vasta gamma di Pecorini e Caciotte, le Mozzarelle e una selezione di formaggi di Capra.

### Marchi
Dal 1993 sono in corso politiche di acquisizione che hanno permesso di affiancare, allo storico marchio che identifica il Provolone, una serie di realtà italiane ad elevata qualità ed artigianalità di prodotto, quali: 
- Auricchio: Provolone (Auricchio Piccante, Auricchio Stravecchio, Auricchio Gustoso, Auricchio Dolce, Auricchio Giovane), Auricchietto, Inforna e Gusta e Le Provolizie (Provolone Affettato e Provolizie Snack);
- Riserva Esclusiva Auricchio: Pecorini (Freschi e Stagionati), Caciotte (Fresche e Stagionate), Ricotta Salata, Mozzarella (Vaccina e di Bufala), Gorgonzola D.O.P., Parmigiano Reggiano D.O.P., Grana Padano D.O.P., Pecorino Romano D.O.P., Ricotta, Scamorze, Taleggio D.O.P., Caprini, Quartirolo D.O.P.e Creme Spalmabili.
- Giovanni Colombo: Gorgonzola D.O.P., Taleggio D.O.P., Quartirolo D.O.P., Mozzarella (Vaccina e di Bufala), Ricotte e Scamorze.
- Ceccardi: Caciotte fresche, Ricotte.
- Gloria: Pecorini (Freschi e Stagionati) e Ricotta salata.
- 3B Latte: Camembert, Caprini, Robiole, Crescenze e Ricotte.
- Caseificio Villa: Mozzarelle, Taleggio D.O.P., Quartirolo D.O.P. e Ricotte
- Caseificio Giordano: Mozzarelle, Mozzarella di Bufala, Scamorze e Ricotte.
- Cascine Emiliane: Parmigiano Reggiano D.O.P., Grana Padano D.O.P. e Mix Grattugiati.
- La Pecorella: Caciotte fresche e Ricotte.
- Locatelli: Pecorino Romano D.O.P., Pecorini (Freschi e Stagionati) e Ricotta Salata - Solo mercato statunitense.
- Ambriola: Parmigiano Reggiano D.O.P. e Pecorino Romano D.O.P. - Solo mercato statunitense.

## Campagne pubblicitarie
Nelle pubblicità televisive e radiofoniche degli anni '90 e 2000 venivano rappresentate scene di vita familiare tipicamente italiane, con il provolone Auricchio al centro dei pasti. Lo slogan "Auricchio, il re dei provoloni" è stato uno dei più ricorrenti, accompagnato talvolta da motivi musicali per rimanere impresso nella memoria degli spettatori. Tra le più iconiche:
- "Se non lo vedi non ci credi", la celebre campagna televisiva che vede il protagonista salumiere Arturo alle prese con un susseguirsi di personaggi famosi da Ela Weber a Iva Zanicchi, da Claudio Lippi a Enrico Montesano;
- "Quasi quasi mi faccio un Auricchio" è stato uno degli slogan più celebri della campagna pubblicitaria di Auricchio. Utilizzato in vari spot, lo slogan si è affermato per la sua semplicità e per la capacità di evocare un desiderio spontaneo di consumare il prodotto. La frase suggerisce l'idea di gustare i prodotti Auricchio come un piacere quotidiano e accessibile, posizionando il marchio come sinonimo di qualità e genuinità.

Nel 2022, Auricchio lancia il nuovo progetto di comunicazione multicanale. Per l'occasione viene ideato un nuovo TVC che vede protagonista il suo provolone, l'Auricchio Piccante. Lo spot, dedica una vera e propria dichiarazione d'amore al provolone sulle note di “Only You (And You Alone)” di Ande Rand e Buck Ram, sottolineando il gusto inconfondibile del prodotto, capace di rendere ogni piatto speciale. In questo senso, lo slogan dello spot, “Il gusto unico di Auricchio rende ogni piatto uno spettacolo”, evidenzia la capacità del prodotto di adattarsi ad ogni occasione e di arricchire ogni ricetta.

## Sedi

### Sede Legale
- Cremona - Auricchio

### Stabilimenti
- Pieve San Giacomo (CR) - Auricchio
- Scandiano (RE) – Auricchio
- Macomer (NU) – Auricchio
- Oleggio (NO) – Caseificio Giordano
- Cava Manara (PV) – G. Colombo
- Erbusco (BS) – Caseificio Villa
- Castelnuovo (RE) – Cascine Emiliane
- Brignano Gera D’Adda (BG) – 3B Latte
- Somma Vesuviana (NA) - Auricchio
- Roma (RM) – La Pecorella

### Filiali Estere
- West Caldwell (Stati Uniti) – The Ambriola Co.
- Sabadell (Spagna) - Hispano It.